# Jacob Robsøe
Jacob Kjær Robsøe (født 7. juli 1996 i Skjern) er tidligere formand for Radikal Ungdom.
Af uddannelsesmæssig baggrund har han en bachelor i Politik og Administration fra Aalborg Universitet. Han læser en kandidat i Politik og kommunikation på Roskilde Universitet.
Han er bror til folketingspolitikeren Katrine Robsøe.

## Karriere
Jacob Robsøe har tidligere været ordfører for Kultur, Ret og Etik i Radikal Ungdom, og Lokalformand i Aalborg (Nu Nordjylland) Afdelingen af Radikal Ungdom. 
Han blev valgt som landsformand på Radikal Ungdoms landsmøde i Roskilde i august 2020.